# Gingsheim
Gingsheim (prononcé [ɡiŋsajm]) est une ancienne commune française devenue, le 1er janvier 2016, une commune déléguée de la commune nouvelle de Wingersheim les Quatre Bans. Ce village de la plaine d'Alsace est situé à 19,2 km au nord-ouest de Strasbourg dans le département du Bas-Rhin, en région Grand Est. 
Cette commune se trouve dans la région historique et culturelle d'Alsace. En 2013, la population légale est de 334 habitants. La structure intercommunale est la communauté de communes du pays de la Zorn.
Ses habitants sont appelés les Gingsheimois.

## Géographie
Gingsheim est située à 19,2 km au nord-ouest de Strasbourg, non loin de Hochfelden (4,7 km) dans la plaine d'Alsace.

## Histoire

### Héraldique
| Blason de Gingsheim | Blason  | Fascé d'argent et de sinople. |
| Blason de Gingsheim | Détails |                               |

## Politique et administration
| Période                                  | Période  | Identité        | Étiquette | Qualité     |
| ---------------------------------------- | -------- | --------------- | --------- | ----------- |
| 2001                                     | 2008     | Joseph Gross    |           | Agriculteur |
| mars 2008                                | En cours | Dominique Gross |           | Agriculteur |
| Les données manquantes sont à compléter. |          |                 |           |             |

## Démographie
L'évolution du nombre d'habitants est connue à travers les recensements de la population effectués dans la commune depuis 1793. À partir du 1er janvier 2009, les populations légales des communes sont publiées annuellement dans le cadre d'un recensement qui repose désormais sur une collecte d'information annuelle, concernant successivement tous les territoires communaux au cours d'une période de cinq ans. 
Pour les communes de moins de 10 000 habitants, une enquête de recensement portant sur toute la population est réalisée tous les cinq ans, les populations légales des années intermédiaires étant quant à elles estimées par interpolation ou extrapolation. Pour la commune, le premier recensement exhaustif entrant dans le cadre du nouveau dispositif a été réalisé en 2007,.
En 2013, la commune comptait 334 habitants, en évolution de +5,03 % par rapport à 2008 (Bas-Rhin : +1,68 %, France hors Mayotte : +2,49 %).
| 1793 | 1800 | 1806 | 1821 | 1831 | 1836 | 1841 | 1846 | 1851 |
| ---- | ---- | ---- | ---- | ---- | ---- | ---- | ---- | ---- |
| 279  | 310  | 352  | 409  | 428  | 475  | 420  | 431  | 426  |

| 1856 | 1861 | 1866 | 1871 | 1875 | 1880 | 1885 | 1890 | 1895 |
| ---- | ---- | ---- | ---- | ---- | ---- | ---- | ---- | ---- |
| 385  | 404  | 400  | 392  | 374  | 376  | 394  | 407  | 404  |

| 1900 | 1905 | 1910 | 1921 | 1926 | 1931 | 1936 | 1946 | 1954 |
| ---- | ---- | ---- | ---- | ---- | ---- | ---- | ---- | ---- |
| 383  | 397  | 390  | 301  | 288  | 282  | 308  | 310  | 262  |

| 1962 | 1968 | 1975 | 1982 | 1990 | 1999 | 2007 | 2011 | 2013 |
| ---- | ---- | ---- | ---- | ---- | ---- | ---- | ---- | ---- |
| 231  | 244  | 237  | 282  | 268  | 310  | 318  | 319  | 334  |

## Lieux et monuments
Église paroissiale : maître-autel avec huile sur toile de saint Nicolas (1897) de Carola Sorg.
Vitraux de René Kuder.